# Isabela (Negros Occidental)
Isabela ist eine Gemeinde in der Provinz Negros Occidental auf der Insel Negros auf den Philippinen. Sie hat 62.146 Einwohner (Zensus 1. August 2015), die in 30 Barangays leben. Sie gehört zur zweiten Einkommensklasse der Gemeinden auf den Philippinen und wird als partiell urbanisiert beschrieben.
Sie liegt etwa 78 km südlich von Bacolod City. Die Reisezeit beträgt rund zwei Stunden mit dem Bus. Ihre Nachbargemeinden sind La Castellana, Moises Padilla im Norden, Guihulngan City in der Provinz Negros Oriental im Osten, Binalbagan bildet die südliche Grenze, Hinigaran liegt westlich der Gemeinde. Die Topographie der Gemeinde wird als hügelig bis gebirgig beschrieben. 
Die Century-old Glocke in Isabela gilt als die Glocke mit dem schönsten Klang auf ganzen Insel Negros. Die Lima Lima Wasserfälle liegen ca. 13 Kilometer entfernt vom Gemeindezentrum. 

## Barangays
| - Amin - Banogbanog - Bulad - Bungahin - Cabcab - Camangcamang - Camp Clark - Cansalongon - Guintubhan - Libas | - Limalima - Makilignit - Mansablay - Maytubig - Panaquiao - Barangay 1 (Pob.) - Barangay 2 (Pob.) - Barangay 3 (Pob.) - Barangay 4 (Pob.) - Barangay 5 (Pob.) | - Barangay 6 (Pob.) - Barangay 7 (Pob.) - Barangay 8 (Pob.) - Barangay 9 (Pob.) - Riverside - Rumirang - San Agustin - Sebucawan - Sikatuna - Tinongan |